# Chlorophorus muscifluvis
Chlorophorus muscifluvis là một loài bọ cánh cứng trong họ Cerambycidae.